# Projekt 264
Projekt 264 war eine Klasse von Minenräumschiffen der sowjetischen Marine, die nach dem Zweiten Weltkrieg entwickelt wurde. 24 Schiffe der Varianten 264 und 264A wurden von der Sowjetunion gebaut. Einige der Schiffe wurden später zu Patrouillenbooten umgebaut.

## Beschreibung
In den ersten zwanzig Jahren nach dem Weltkrieg war die Minenräumflotte hauptsächlich mit dem Beseitigen von Überbleibseln des Krieges beschäftigt und plante die Klassen Projekt 254 und 264 unter diesen Anforderungen. Projekt 264 wurde ab 1949 mit dem Ziel entwickelt, ein hochseefähiges Minenabwehrfahrzeug mit großer Reichweite, vergleichsweise hoher Geschwindigkeit und ausreichender Bewaffnung zu bauen. Dazu vergrößerte man die Minensuchtrawler des Projekts 254 mit entsprechender Ausrüstung und verdoppelte die Maschinenleistung. 
Der Prototyp hatte einen Stahlrumpf, eine einfache Bewaffnung und war nicht besonders auf Geräuschdämmung optimiert. Bei der modernisierten Serienversion Projekt 264A führte man Maßnahmen zur Reduzierung der Geräuschabstrahlung ein, setzte je einen offenen 57-mm-L/70 AK-257-Zwillingsturm vor und hinter den Aufbau. Der ursprünglich vorgesehene MBU-600-Starter wurde durch zwei fünfrohrige RBU-2500-Werfer zur Bekämpfung von U-Booten ausgetauscht.  
Weiter konnten bis zu 22 Seeminen und 122 Wasserbomben mitgeführt werden.

## Verbleib
23 Schiffe des Projekte 264A wurden zwischen 1958 und 1972 und der 264-Prototyp 1951 von der Sowjetunion in Leningrad gebaut. Die meisten Schiffe wurden mit dem Buchstaben „T“ und einer Nummer benannt. Andere erhielten Ehrennamen, die an sowjetische Seehelden oder Jubiläen erinnern sollten. 
In den 1970er Jahren begann man die Schiffe mit ihrer alten Minensuchausrüstung umzubauen und viele fanden zunächst als Patrouillenboote mit reduzierter Besatzung im Grenzschutz Verwendung, bevor sie in den 1990er Jahren endgültig außer Dienst gestellt wurden.